# Tusaújfalu
Tusaújfalu (szlovákul: Tušická Nová Ves) község Szlovákiában, a Kassai kerület Nagymihályi járásában.

## Fekvése
Nagymihálytól 14 km-re délnyugatra, az Ondava jobb oldalán fekszik.

## Története
1325-ben „Wyfalw” alakban említik először. Kezdetben tusai nemesek birtoka, majd több birtokosa is volt. A 15.–19. században a Palchy, Kéri, Bánóczi, Drugeth és Bartóczi családok tulajdonában találjuk. 1715-ben 12 ház állt a faluban, közülük 4 volt lakott. A faluban zsidó családok is éltek, akiknek elődei még 1738-ban, a pestisjárvány után érkeztek ide. Zsidó temető is van itt. 1787-ben 36 házában 269 lakos élt.
A 18. század végén Vályi András így ír róla: „Tusa Újfalu. Tót falu Zemplén Várm. földes Urai több Uraságok, lakosai külömbfélék, fekszik n. k. Ondova vizéhez 1/2 fert. órányira, é. Tusához is annyira; földgye fekete, elegyes térségű, 2 nyomásbéli, gabonát leginkább, árpát középszerűen terem, erdeje, szőleje nints, piatza Kassán 6 mértföldnyire.”
1828-ban 47 háza volt 353 lakossal, akik mezőgazdasággal és állattartással foglalkoztak. A község 1828-tól a gálszécsi jegyzőséghez tartozott.
Fényes Elek 1851-ben kiadott geográfiai szótárában így ír a faluról: „Ujfalu (Tussa), Zemplén vmegyében, tót falu, a Tapoly mellett: 143 romai, 38 gör. kath., 20 evang., 244 ref., 9 zsidó lak., 371 hold szántófölddel. F. u. Szirmay, Péchy. Ut. p. Vecse.”
A 20. században az Andrássy család a birtokosa.
Borovszky Samu monográfiasorozatának Zemplén vármegyét tárgyaló része szerint: „Tussaújfalu, tapolymenti tót kisközség, 80 házzal és 453, nagyobbára ev. ref. vallású lakossal, kiknek azonban itt nincs templomuk. Postája, távírója és vasúti állomása Parnó. Nagyjában Tussa sorsában osztozott és a Tussaiak birtoka volt. Csak az 1598-iki összeírásban találunk két új nevet s ezek: Nyárády Albert és Szilassy György özvegye. Az újabb korban a Kéryek, a Szirmayak s az Andrássyak voltak a földesurai, sőt a Kéryeknek itt már a XV. század elején is volt részbirtokuk. Most gróf Andrássy Gézának van itt uradalma s nevezetes sajt- és vajgyára. A XVII. századbeli pestis itt is megkövetelte a maga áldozatait.”
1920-ig Zemplén vármegye Gálszécsi járásához tartozott.
A település kulturális fejlődését elősegítette az 1931-ben Gálszécsen alapított városi iskola. A zsidó lakosságot 1942-ben az akkori szlovák állam rendeletére elhurcolták. 1945-től a parnói jegyzőséghez tartozott.

## Népessége
| Év:            | 1994. | 2004.   | 2014.   | 2024.   |
| -------------- | ----- | ------- | ------- | ------- |
| Emberek száma: | 622   | 585     | 555     | 506     |
| Eltérés:       |       | -5,94 % | -5,12 % | -8,82 % |

| Év:            | 2023. | 2024.   |
| -------------- | ----- | ------- |
| Emberek száma: | 509   | 506     |
| Eltérés:       |       | -0,58 % |

1910-ben 452-en, többségében szlovák anyanyelvűek lakták, jelentős magyar kisebbséggel.
2001-ben 620 lakosából 614 szlovák volt.
2011-ben 560 lakosából 543 szlovák volt.

## Neves személyek
- Itt született 1947-ben Ján Zambor szlovák költő, irodalomtudós és műfordító.